# Johann Christoph Bach (de Grote)
Johann Christoph Bach (Arnstadt, 8 december 1642 - Eisenach, 31 maart 1703) was de zoon van Heinrich Bach en de broer van Johann Michael Bach. Hij is met Johann Sebastian Bach, Johann Christian Bach en Carl Philipp Emanuel Bach een van de beroemdste componisten uit de componistenfamilie Bach.
Hij was organist in Arnstadt, Eisenach en Ohrdruf. Een van zijn bekendste werken is de kantate "Meine Freundin du bist schön", gebaseerd op het Hooglied. Dit werk en diverse andere werken van de Bachfamilie zijn opgenomen in het "Altbachische Archiv", een verzameling die Johann Sebastian Bach samengesteld heeft. Dit archief is in 1999 herontdekt, nadat het jarenlang achter het IJzeren Gordijn verloren was gewaand. Deze werken zijn in 2009 opgenomen op de CD, Welt Gute Nacht